# Льюїс (округ Ессекс, Нью-Йорк)
Льюїс (англ. Lewis) — місто (англ. town) в США, в окрузі Ессекс штату Нью-Йорк. Населення — 1293 особи (2020).

## Демографія
Згідно з переписом 2010 року, у місті мешкали 1382 особи в 541 домогосподарстві у складі 375 родин. Було 696 помешкань
Расовий склад населення:
| - 96,3 % — білих - 2,3 % — чорних або афроамериканців - 0,3 % — корінних американців - 0,1 % — азіатів |

До двох чи більше рас належало 0,6 %. Частка іспаномовних становила 0,9 % від усіх жителів.
За віковим діапазоном населення розподілялося таким чином: 20,5 % — особи молодші 18 років, 64,2 % — особи у віці 18—64 років, 15,3 % — особи у віці 65 років та старші. Медіана віку мешканця становила 44,0 року. На 100 осіб жіночої статі у місті припадало 107,2 чоловіків;  на 100 жінок у віці від 18 років та старших — 111,2 чоловіків також старших 18 років.
Середній дохід на одне домашнє господарство  становив 67 059 доларів США (медіана — 57 019), а середній дохід на одну сім'ю — 71 912 долари (медіана — 70 461). Медіана доходів становила 37 475 доларів для чоловіків та 36 250 доларів для жінок. За межею бідності перебувало 6,0 % осіб, у тому числі 4,3 % дітей у віці до 18 років та 0,0 % осіб у віці 65 років та старших.
Цивільне працевлаштоване населення становило 638 осіб. Основні галузі зайнятості: освіта, охорона здоров'я та соціальна допомога — 23,4 %, публічна адміністрація — 15,8 %, будівництво — 12,7 %, роздрібна торгівля — 12,5 %.